# NGC 6528
NGC 6528 (другие обозначения — GCL 84, ESO 456-SC48) — шаровое скопление в созвездии Стрелец.
Этот объект входит в число перечисленных в оригинальной редакции «Нового общего каталога».